# سارة فيرغسون
سارة فيرغسون (بالإنجليزية: Sarah Ferguson)‏ هي صحفية ومقدمة تلفزيونية ومنتجة تلفزيونية بريطانية وأسترالية، ولدت في 31 ديسمبر 1965 في لاغوس في نيجيريا.